# Калашников, Владимир Валерьянович
Влади́мир Валерья́нович Кала́шников (род. 11 января 1947, посёлок Гулькевичи, Гулькевичский район, Краснодарский край, РСФСР, СССР) — советский и российский историк, партийный и государственный деятель, специалист по истории России XX века и методологии истории. Доктор исторических наук, профессор. Профессор и заведующий кафедрой истории культуры, государства и права Санкт-Петербургского государственного электротехнического университета «ЛЭТИ» им. В. И. Ульянова (Ленина) (с 1986 года), член учёного совета университета.

## Биография
В 1970 году окончил исторический факультет Ленинградского государственного университета имени А. А. Жданова, ученик профессора Н. А. Корнатовского.
В 1970—1972 гг. служил в Советской Армии военным переводчиком на Ближнем Востоке.
С 1972 года работал заведующим кабинетом кафедры Ленинградского высшего артиллерийского командного училища. С 1975 года — ассистент, с 1982 года — доцент, с 1984 года — старший научный сотрудник ЛГУ имени А. А. Жданова. С 1986 года — заведующий кафедрой политической истории, а с 1989-го — декан факультета общественных наук и гуманитарной подготовки Ленинградского электротехнического института имени В. И. Ульянова (Ленина)/ Санкт-Петербургского государственного электротехнического университета «ЛЭТИ» имени В. И. Ульянова (Ленина).
В 1976 году защитил диссертацию на соискание учёной степени кандидата исторических наук по теме «Английская и американская буржуазная историография Великой Октябрьской социалистической революции в России: (Критика концепции „случайности“)» (специальность 07.00.02 — история СССР).
В 1988 году защитил диссертацию на соискание учёной степени доктора исторических наук «Критика Фальсификаций английской и американской буржуазной историографии по проблемам стратегии и тактики партии большевиков в Великой Октябрьской социалистической революции: 1918—1980-е годы».
Член КПСС с 1973 года. Член бюро Ленинградского областного комитета Коммунистической партии РСФСР. На XXVIII съезде КПСС избран членом ЦК КПСС (1990—1991). На последнем в истории КПСС пленуме ЦК 26 июля 1991 г. был избран секретарём ЦК КПСС и занимал этот пост до приостановления деятельности ЦК партии 29 августа того же года. (М. В. Попов вспоминал: "Есть в Ленинграде человек, который поддержал программу [КПСС] Горбачева, когда обсуждалась она... Только Владимир Валерьянович Калашников, который сейчас завкафедрой ЛЭТИ, поддержал Горбачева. Тот сразу его сделал секретарем ЦК КПСС на следующий день. И он был один месяц секретарем наряду с Гидасповым".)
С 1991 по 1999 годы был членом Социалистической партии трудящихся, в частности, с 1993 года был сопредседателем данной партии.

## Награды
- орден «Знак Почёта» (1972)
- медали

## Научные труды
- Калашников В. В. Русская революция: ключевые решения. История и историография. — СПб: Изд-во СПбГЭТУ «ЛЭТИ», 2021. 320 с.
- Калашников В. В. Причины Русской революции: советская историография 1917—1991 гг. — СПб.: Изд-во СПбГЭТУ «ЛЭТИ», 2020. 276 с.
- Калашников В. В. Английская и американская буржуазная историография стратегии и тактики партии большевиков в Октябрьской революции : Критика основных концепций 20-х нач. 80-х гг. — Л.: Изд-во ЛГУ, 1986. — 176 с.
- История мировой культуры : Учеб. пособие / М-во образования РФ. С.-Петерб. гос. электротехн. ун-т «ЛЭТИ»; Авт.-сост В. В. Калашников и др. — СПб. : Изд-во СПбГЭТУ «ЛЭТИ», 2001. — 160 с. ISBN 5-7629-0381-8
- Культура эпохи Нового времени (Западная Европа): учебное пособие / [В. В. Калашников и др.]; Федеральное агентство по образованию, Санкт-Петербургский гос. электротехнический ун-т «ЛЭТИ». — СПб.: Изд-во СПбГЭТУ «ЛЭТИ», 2009. — 63 с. ISBN 978-5-7629-1017-0
- Калашников В. В., Пученков А. С., Стогов Д. И. Реформы и революции в России. Век XX / В. В. Калашников, А. С. Пученков, Д. И. Стогов [и др.]; Федеральное агентство по образованию, Санкт-Петербургский гос. электротехнический ун-т «ЛЭТИ». — СПб.: Изд-во СПбГЭТУ «ЛЭТИ», 2009. — 199 с. ISBN 5-7629-0969-7
- Калашников В. В., Узлова И. В. История России: учебное пособие / Санкт-Петербургский гос. электротехнический ун-т «ЛЭТИ». — СПб.: СПбГЭТУ, 2011. — 175 с. ISBN 978-5-7629-1158-0
- Калашников В. В., Узлова И. В. Новейшая история России, 1985—2015: учебное пособие / Санкт-Петербургский гос. электротехнический ун-т «ЛЭТИ» им. В. И. Ульянова (Ленина). — СПб.: Изд-во СПбГЭТУ «ЛЭТИ», 2015. — 79 с. ISBN 978-5-7629-1684-4 : 332 экз.
- Калашников В. В., Узлова И. В. Первый Президент и первая Дума / Санкт-Петербургский государственный электротехнический университет «ЛЭТИ» им. В. И. Ульянова (Ленина). — СПб.: Изд-во СПбГЭТУ «ЛЭТИ», 2016. — 207 с. ISBN 978-5-7629-2096-4 : 500 экз.